# Poltys monstrosus
Poltys monstrosus là một loài nhện trong họ Araneidae.
Loài này thuộc chi Poltys. Poltys monstrosus được Eugène Simon miêu tả năm 1897.